# 蓋羅伊特貝希萊恩河
47°45′11″N 11°48′37″E / 47.753088°N 11.810303°E

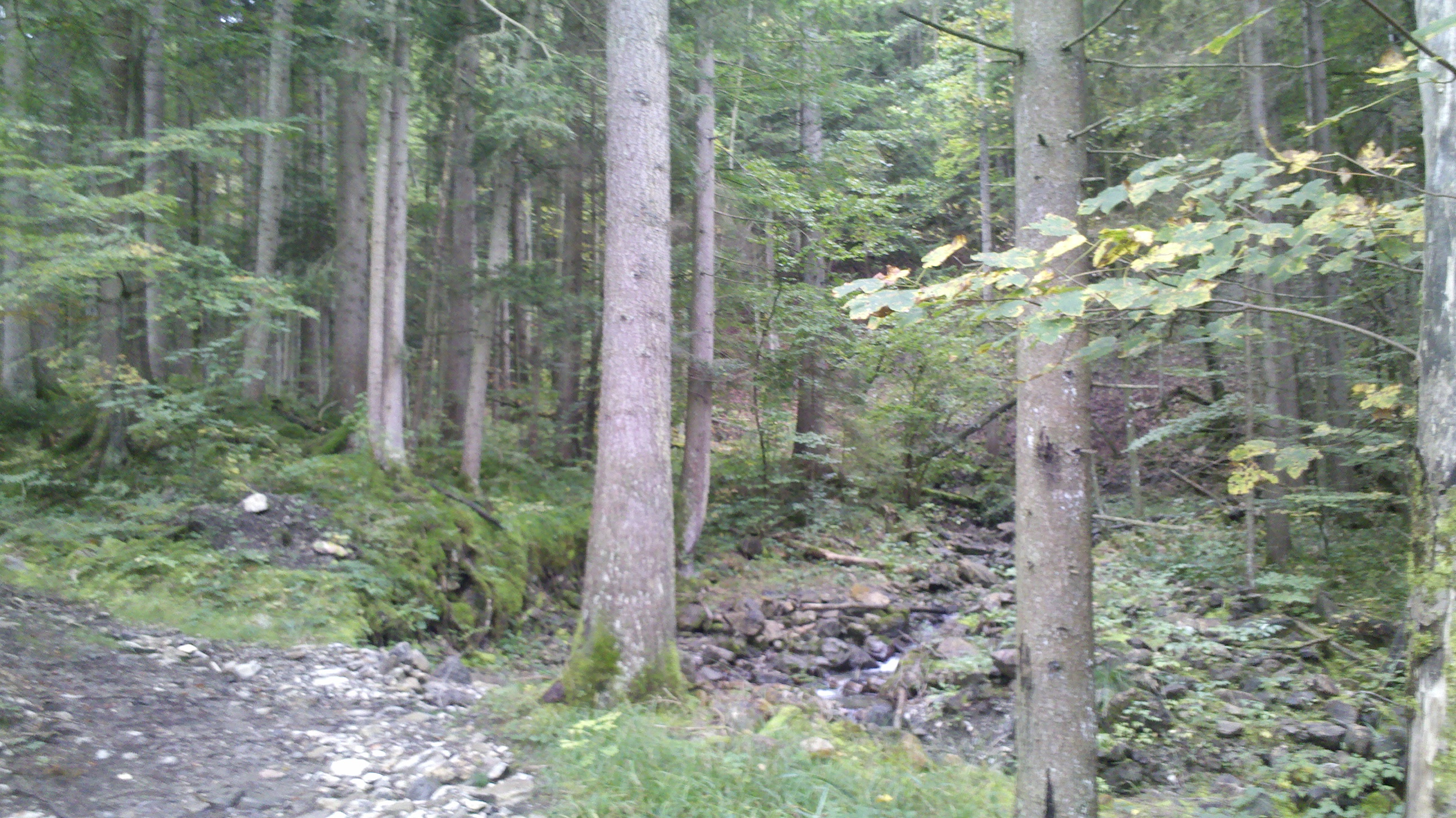

蓋羅伊特貝希萊恩河是德國的河流，位於該國東南部，由巴伐利亞負責管轄，屬於埃克巴赫河的支流，河道全長2公里，發源自金德拉爾姆施奈德山北坡。